# Misura del tempo nell'antica Roma
«Maledicano gli dei colui che per

primo inventò le ore

e collocò qui la prima meridiana.

Costui ha mandato in frantumi il

mio giorno di povero diavolo.

Quando ero giovane, infatti, l'unico

orologio era lo stomaco

...assai più preciso e migliore di

questo aggeggio moderno.»
(Plauto citato in Aulo Gellio, Notti attiche, III, 3, 5)
La misura del tempo nell'antica Roma non permetteva una suddivisione precisa e rigida della giornata o dell'anno, a causa delle imprecisioni del sistema di calcolo.

## Il calendario romano
Dopo la riforma giuliana del 46 a.C. il calendario romano come predisposto da Cesare e da Augusto presenta molte affinità con il nostro: i mesi hanno gli stessi nomi, lo stesso numero di giorni, compreso febbraio per gli anni bisestili, e ordine. Del vecchio ordinamento si era conservata la divisione in calende (il primo di ogni mese), none (il 5; il 7 nei mesi di marzo, maggio, luglio e ottobre) e idi (il 13; il 15 nei soliti mesi di marzo, maggio, luglio e ottobre) e dall'inizio dell'impero si era aggiunta, in base alle credenze astrologiche, la settimana di sette giorni che nei nomi si rifacevano agli influssi dei sette pianeti che regolavano la vita dell'universo.
Dione Cassio, nel III secolo, per il modo in cui la coscienza popolare aveva fatto proprio l'uso della settimana, considerava tale uso propriamente romano : tranne che per il cambiamento del giorno del Sole, dies Solis (Sunday,Sonntag), con quello del Signore, dies dominica, e del giorno di Saturno, dies Saturni (Saturday), con il sabbatum ebraico, la scansione del tempo settimanale è sopravvissuta alla decadenza dell'astrologia e al prevalere del Cristianesimo, sino ai nostri giorni.

### Le ore

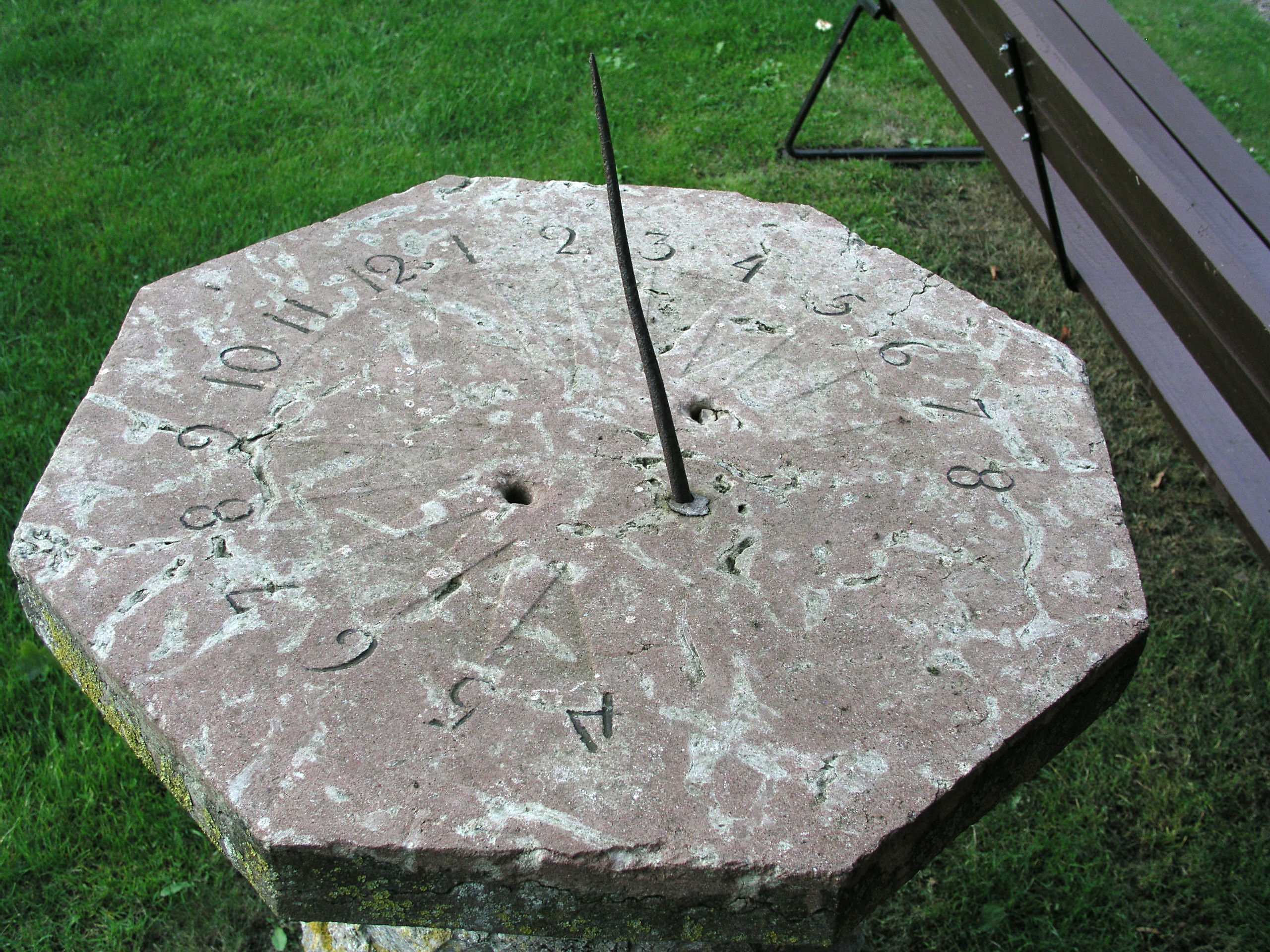
Meridiana orizzontale

Ogni giorno poi era diviso in ore ma, diversamente dai babilonesi, che fissavano l'inizio delle ventiquattro ore dal sorgere del sole o dai greci, che lo facevano cominciare dal suo tramonto, per i romani, come ancora per noi, il giorno aveva inizio dalla metà della notte, la mezzanotte.
Ma, nonostante queste strette analogie, le "ore" per i Romani rappresentano una realtà molto diversa dalla nostra.
Il quadrante solare, che Metone (V secolo a.C.) aveva realizzato per gli ateniesi, consisteva in una calotta di pietra (polos, πόλος), al centro della quale era fissato uno stilo o gnomone (γνώμων) che, non appena il sole sorgeva all'orizzonte, ne tracciava l'ombra sulla pietra concava. In base a calcoli geometrici si ottenevano le horae, segnate dalla posizione dell'ombra del sole nel suo cammino nel corso dell'anno. Nasceva così l'ὡρολόγιον, l'horologium, il "contaore" dei romani. Anche le altre città greche vollero avere i loro orologi ma, variando il cammino apparente del sole con la latitudine, l'ora mutava da città a città e gli astronomi greci, avvertiti della difficoltà, fecero orologi adeguati alla posizione geografica.

### Prima e dopo mezzogiorno
Non fu così per i romani che, solo due secoli dopo gli ateniesi, sentirono la necessità di contare le ore e seppero farlo con esattezza un secolo dopo aver cominciato
Alla fine del IV secolo a.C. i romani infatti dividevano semplicemente la giornata in due parti: prima e dopo mezzogiorno. Un messo dei consoli era incaricato di segnare il passaggio del sole al meridiano e annunziare al popolo il passaggio del sole «tra i rostri e la graecostasis»
Il riferimento ai rostri prova che le funzioni dell'araldo non possono non risalire che all'epoca in cui i rostri furono fissati al palco delle adunanze del popolo, quando cioè Gaio Duilio vinse gli anziati nella battaglia navale del 338 a.C. Medesimo periodo è quello riferito alla graecostasis: risulta infatti che la prima ambasciata greca al Senato romano fu quella di Demetrio Poliorcete del 306 a.C.
Ai tempi della guerra di Pirro si cominciò a dividere ciascuna delle due parti del giorno in altrettante sezioni: la mattina e l'antimeriggio (mane e ante meridium), il pomeriggio e la sera (de meridie e suprema).

### Il primo horologium
Al principio della prima guerra punica nel 263 a.C. uno dei consoli di quell'anno Manio Valerio Massimo Messalla aveva riportato come bottino di guerra il quadrante solare di Catania e lo aveva fatto collocare sul comitium e come dice Plinio il Vecchio da allora i romani seguirono per circa un secolo l'orario dei catanesi ma è più probabile che essi continuarono con il vecchio uso di calcolare l'ora dall'altezza del sole disinteressandosi del quadrante solare.
Finalmente nel 164 a.C. il generoso censore Q. Marcio Filippo fece installare un horologium predisposto per i romani e quindi quasi veridico e di quel dono, racconta Plinio, i cittadini gliene furono molto grati. Dalle guerre combattute in Grecia i romani avevano cominciato a conoscere e ad apprezzare anche gli strumenti di una cultura più raffinata della loro tanto che i censori Publio Cornelio Scipione Nasica e Marco Popilio Lenate aggiunsero vicino al dono di Q.Marcio Filippo, l'installazione nel 159 a.C. di un orologio ad acqua che supplisse il quadrante solare quando il sole era assente o di notte.
Da allora l'uso degli orologi solari cominciò a diffondersi nelle più svariate dimensioni: dall'enorme Horologium Augusti fatto installare da Augusto in Campo di Marte nel 10 a.C. (il cui gnomone è ora l'obelisco di Montecitorio), sino a quelli minuscoli portatili, di non più di tre centimetri di diametro, ritrovati a Horbach e ad Aquileia.

### La moda degli orologi ad acqua
Dal tempo di Augusto clepsydrarii e organarii fanno a gara per soddisfare le esigenze di ricchi clienti che vogliano ornare le loro case di horologia ex aqua sempre più perfezionati o ricchi di accessori come quelli descritti da Vitruvio che ad ogni nuova ora segnata lanciavano in aria sassi, uova o addirittura fischiavano. Nella seconda metà del primo e nel secondo secolo mostrare ai propri ospiti di possedere un orologio ad acqua diventa segno di ricchezza e prestigio. Si veda ad esempio l'episodio descritto da Petronio a proposito di Trimalcione che ostenta: «un orologio nella sala da pranzo e un suonatore di corno assunto apposta perché udendolo si sappia ad ogni ora quale porzione della vita è stata perduta». Trimalcione del resto è così appassionato del suo orologio che addirittura nel suo testamento prescrive che ne venga collocato uno sulla sua tomba «in modo che chiunque guardi l'ora debba leggere anche il mio nome, voglia o non voglia»

### L'imprecisione dell'orario
L'espediente di Trimalcione per far leggere il proprio nome dai posteri non avrebbe senso se non sottintendesse che ormai i romani non potevano più fare a meno di consultare frequentemente l'ora: ma sbaglierebbe chi pensasse che essi fossero assillati, come noi, dalla scansione del tempo. Questo perché i loro strumenti di misurazione del tempo erano ben lontani dalla precisione dei nostri. Poteva accadere spesso che lo gnomone non fosse stato ben tarato alla latitudine del luogo e il corrispondente orario segnato dall'orologio ad acqua non teneva conto delle diverse misurazioni che avrebbe richiesto l'ora a seconda dei giorni dei diversi mesi. Per questo motivo, chi in Roma avesse chiesto che ora fosse si sarebbe sentito dare risposte tutte diverse. Come dice Seneca a Roma era più facile mettere d'accordo filosofi che orologi:
La mancanza di precisione dipendeva dal fatto che, mentre era relativamente possibile accordare il quadrante solare con l'orologio ad acqua durante il giorno, per la notte quest'accordo non era possibile. Inoltre mentre le nostre ore sono composte di sessanta minuti di sessanta secondi ciascuno tutti uguali, nelle ore romane, mancando la divisione interna, ogni ora era diversa dall'altra a seconda che fosse diurna o notturna e a seconda di quali giorni dell'anno fosse stata misurata. Così ad esempio al solstizio d'inverno l'hora prima delle ore diurne andava dalle ore 7,33 alle ore 8,17; la stessa hora prima delle ore diurne nel solstizio d'estate andava dalle 4,27 alle 5,42.
Questo vuol dire che, data l'estrema imprecisione delle ore romane, la vita quotidiana, anche intensa dei romani, era piuttosto flessibile nell'adempiere agli impegni presi, non risentiva della rigidità della scansione del tempo che caratterizza le nostre giornate e che piuttosto si regolava sulla disponibilità della luce a seconda delle stagioni: per cui nel tempo invernale, durando di meno la luce solare ci si dava da fare di più rispetto alle giornate estive quando le consuete attività potevano dilungarsi tranquillamente nel tempo avendo più luce a disposizione, infischiandosene dell'ora segnata dall'horologium o tenendone relativamente conto.
La vita quotidiana si regolava sulla disponibilità della luce a seconda delle stagioni. In genere i Romani si alzavano molto presto per profittare delle ore di luce, dato che l'illuminazione serale era piuttosto scarsa, e dopo una veloce toeletta si affrettavano ad uscire di casa per sbrigare i loro impegni.